# Suchoj Su-25
Suchoj Su-25, förkortat Su-25, (ryska: Сухой Су-25, Су-25. NATO-rapporteringsnamn: Frogfoot) är ett sovjetiskt/ryskt attackflygplan som utvecklades och byggdes av den ryska flygtillverkaren Suchoj.
Su-25:an jämförs ofta med det amerikanska attackflygplanet Fairchild-Republic A-10 Thunderbolt II som är byggt för samma sorts uppdrag. 

## Bakgrund
Under 1960-talet var Sovjetunionen i behov av ett nytt attackflygplan som kunde stödja de sovjetiska marktrupperna. Flygtillverkaren Suchoj gavs i uppdrag att utveckla ett sådant. År 1975 flög den första prototypen kallad T-8-1 och efter vissa tekniska problem kom de första Su-25:orna i tjänst i det sovjetiska flygvapnet år 1981.
Su-25 står även som grund till det mindre skolflygplanet Suchoj Su-28.

## Varianter
Det finns flera olika typer Su-25:or, bland annat en typ som är konstruerad för den ryska flottan och hangarfartygstjänst. Denna typ har beteckningen Suchoj Su-25UTG och är idag i tjänst på det ryska hangarfartyget Admiral Kuznetsov. Den senaste versionen som har producerats sedan slutet av 1990-talet är Suchoj Su-25TM (Suchoj Su-39).
- Su-25
- Su-25K
- Su-25UB (Frogfoot-B)
- Su-25UBK
- Su-25UBM
- Su-25UTG (för hangarfartyg)
- Su-25BM
- Su-25T
- Su-25TM (Su-39 vid export)
- Su-25SM
- Su-25KM
- Su-28

## Användare
Planet användes flitigt i markattacker i Afghansk-sovjetiska kriget (1979–1989) där Sovjetunionen förlorade 22 flygplan. Även i första och andra Tjetjenienkriget har flygplanstypen använts flitigt. I kriget i Sydossetien 2008 användes planet av både Georgien och Ryssland. Även i Rysslands invasion av Ukraina 2022 har planet använts av bägge sidor.
Under 2020 fanns det strax under 500 plan i tjänst i ett flertal länder, varav flera tidigare tillhörde Sovjetunionen. Ryssland är den största användaren med uppemot 200 flygplan.
Bulgarien är i nuläget (2022) det enda NATO-landet med Su-25 i tjänst.
| Land           | Varianter                       | Antal (Viss data är från 2007)                                     |
| -------------- | ------------------------------- | ------------------------------------------------------------------ |
| Ryssland       | Su-25/Su-25UB/Su-25-BM/Su-25UTG | < 200 (2020)                                                       |
| Ukraina        | Su-25/Su-25UB/Su-25UTG          | 60                                                                 |
| Belarus        | Su-25/Su-25UB                   | 22 (2020)                                                          |
| Angola         | Su-25K/Su-25UB                  | 15                                                                 |
| Kazakstan      | Su-25/Su-25UB                   | 14                                                                 |
| Armenien       | Su-25K/Su-25UB                  | 11, köpta från Slovakien 2004                                      |
| Azerbajdzjan   | Su-25                           | 7                                                                  |
| Bulgarien      | Su-25K/Su-25UBK                 | 10, varav 8 moderniserade (2022)                                   |
| Kongo          | Su-25K                          | 10                                                                 |
| Etiopien       | Su-25T/Su-25UBK                 | 4                                                                  |
| Georgien       | Su-25/Su-25KM                   | 12, under restaurering (2021)                                      |
| Iran           | Su-25                           | 7                                                                  |
| Nordmakedonien | Su-25/Su-25UB                   | 4, köpta av Ukraina, använda 2001–2004, donerade till Ukraina 2022 |
| Nordkorea      | Su-25K/Su-25UBK                 | 36                                                                 |
| Peru           | Su-25K/Su-25UBK                 | 18                                                                 |
| Slovakien      | Su-25K/Su-25UBK                 | 13, tagna ut tjänst 2003                                           |
| Turkmenistan   | Su-25/Su-25UB                   | 46                                                                 |
| Uzbekistan     | Su-25/Su-25UB/Su-25BM           | 20                                                                 |
| Totalt         |                                 | 639                                                                |

## Flygplan i flygvapen i urval

### Belarus

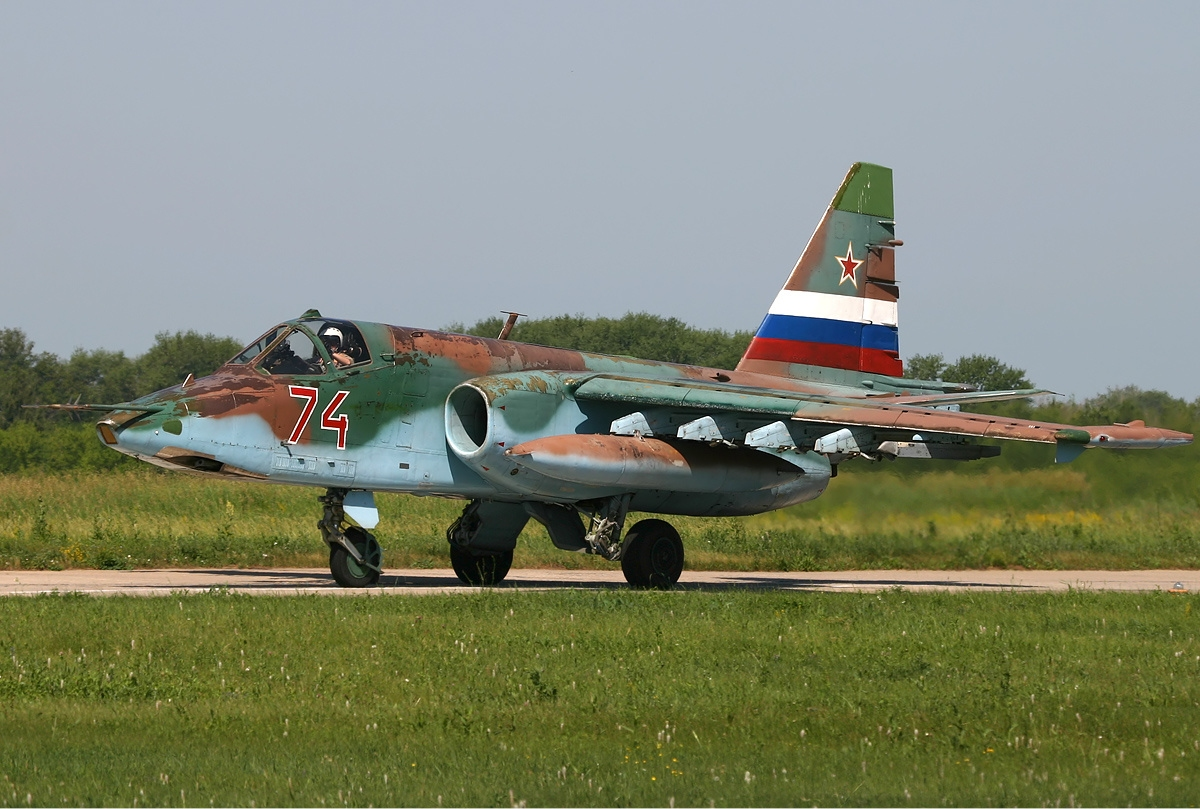
Rysk Su-25.

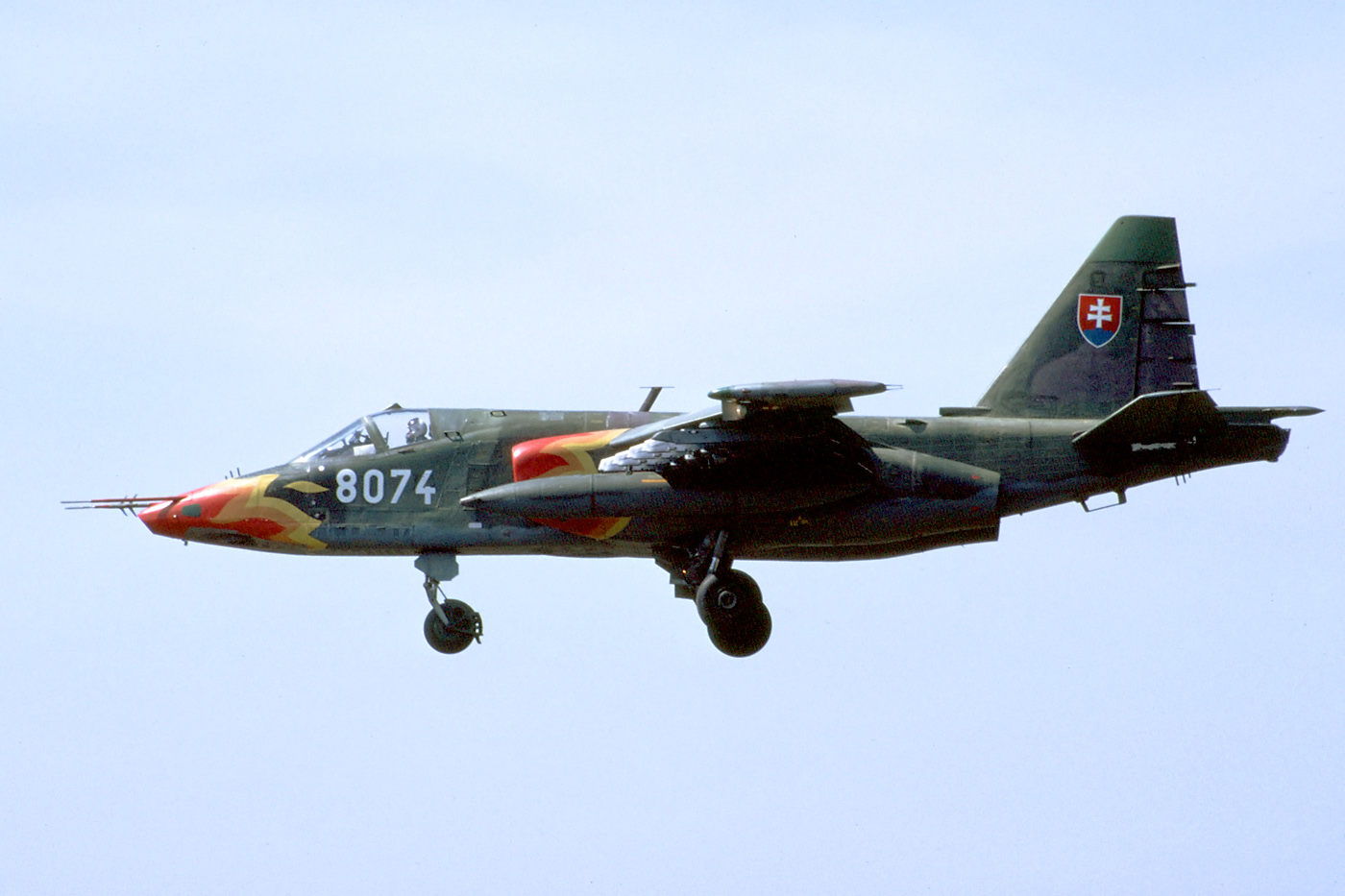
Slovakisk Su-25.

Belarus bedöms 2020 haft 22 Su-25.

### Bulgarien
Bulgarien köpte ursprungligen 40 exemplar av Su-25, vilka levererades 1986–1988. Av dess av några tvåsitsiga för utbildning, men också dessa var fullt utrustade för strid. Ett antal flygplan har senare sålts eller på annat sätt avvecklats. Av återstående tio flygplan, tillverkade 1987–1988, genomgick åtta i slutet av 2010-talet en modernisering och livstidsförlängning i Belarus till omkring 40 års livslängd, med syfte att behålla dem i tjänst under större delen av 2020-talet. De första moderniserade flygplanen levererades 2020 och de sista i februari 2022. Bulgarien är på 2020-talet den enda NATO-medlem som har Su-25 i drift.

### Georgien
Su-25 tillverkade mellan 1978 och 2008 av det företag i Tbilisi som nu heter Tbilisi Aircraft Manufacturing. Detta företag har sedan 2020 påbörjat restaurering av tolv stycken Su-25, som Georgiens flygvapen haft i malpåse sedan 2016. Flygvapnet upphörde att ha flygplan med fast vinge i tjänst från 2016 och slutade flyga dem helt 2018, men är sedan 2020 i återuppbyggnad.

### Nordkorea
Under 1987 fick Nordkorea 14 stycken Su-25 från Sovjetunionen. Landet fick ytterligare 26 stycken året efter.

### Nordmakedonien
Nordmakedonien köpte 2001 fyra Su-25 av Ukraina. Dessa togs ur tjänst 2005 och långtidslagrades därefter på flygbasen på Skopjes flygplats, tills de i augusti 2022 donerades till Ukraina.

### Ryssland
Ryssland uppges 2020 haft knappt 200 Su-25 i tjänst.

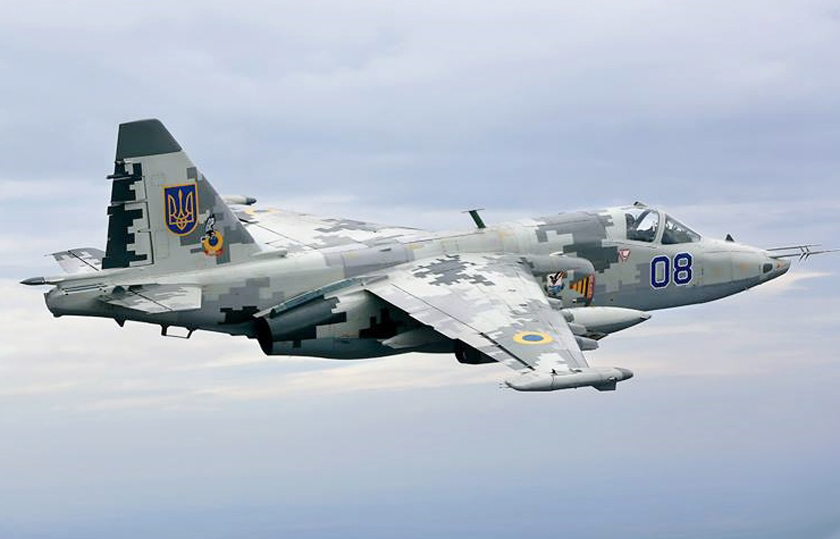
Ukrainsk Su-25.

### Slovakien
Slovakien tog Su-25 ur tjänst 2003 och placerade dem i långtidslager. Slovakien sålde 2004 tio överskottsflygplan, varav ett en tvåsitsigt skolflygplan, till Armenien.

### Ukraina
Ukraina övertog 92 Su-25 vid Sovjetunionens upplösning, varav 17 fortfarande var flygdugliga vid början av Rysslands invasion av Ukraina 2022.

### Irak
År 2014 fick Irak fem stycken Su-25M från Ryssland. Två år efter det fick Irak ytterligare tre.

## Galleri

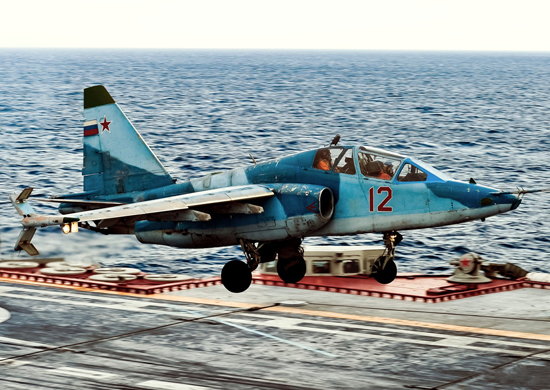
En rysk Su-25UTG landar på hangarfartyget Admiral Kuznetsov.
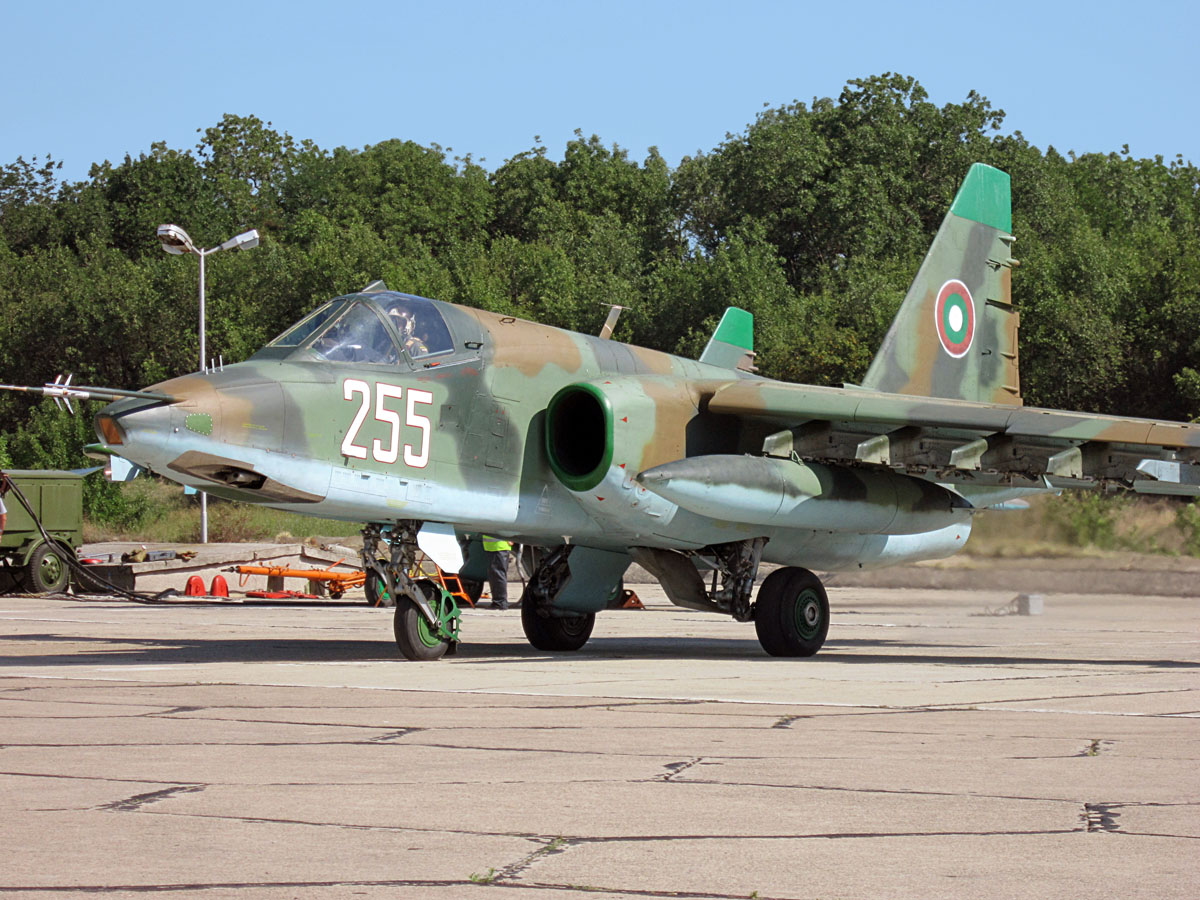
Bulgarisk Su-25K, år 2013, före modernisering.
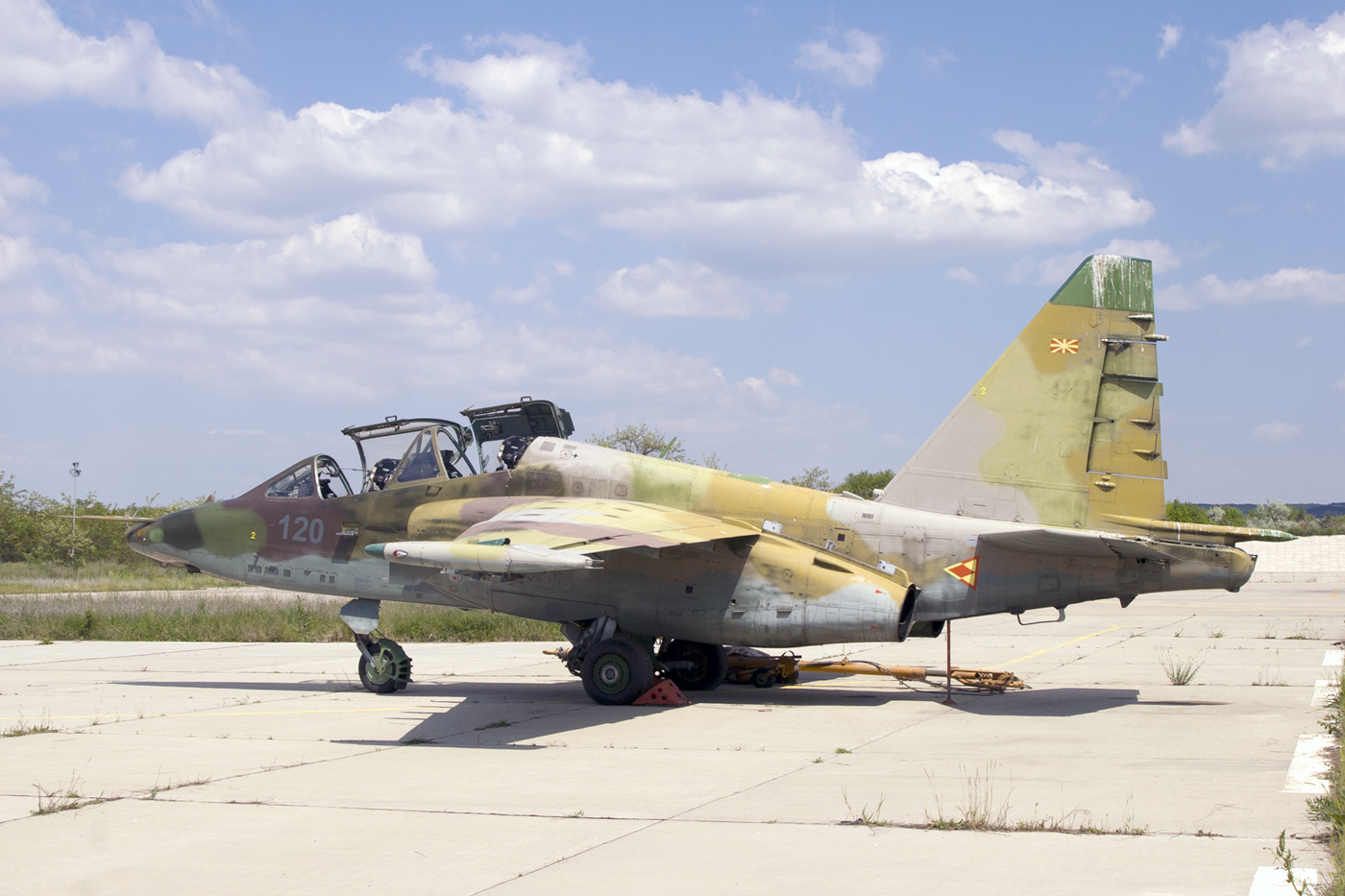
Nordmakedonsk Su-25UB.
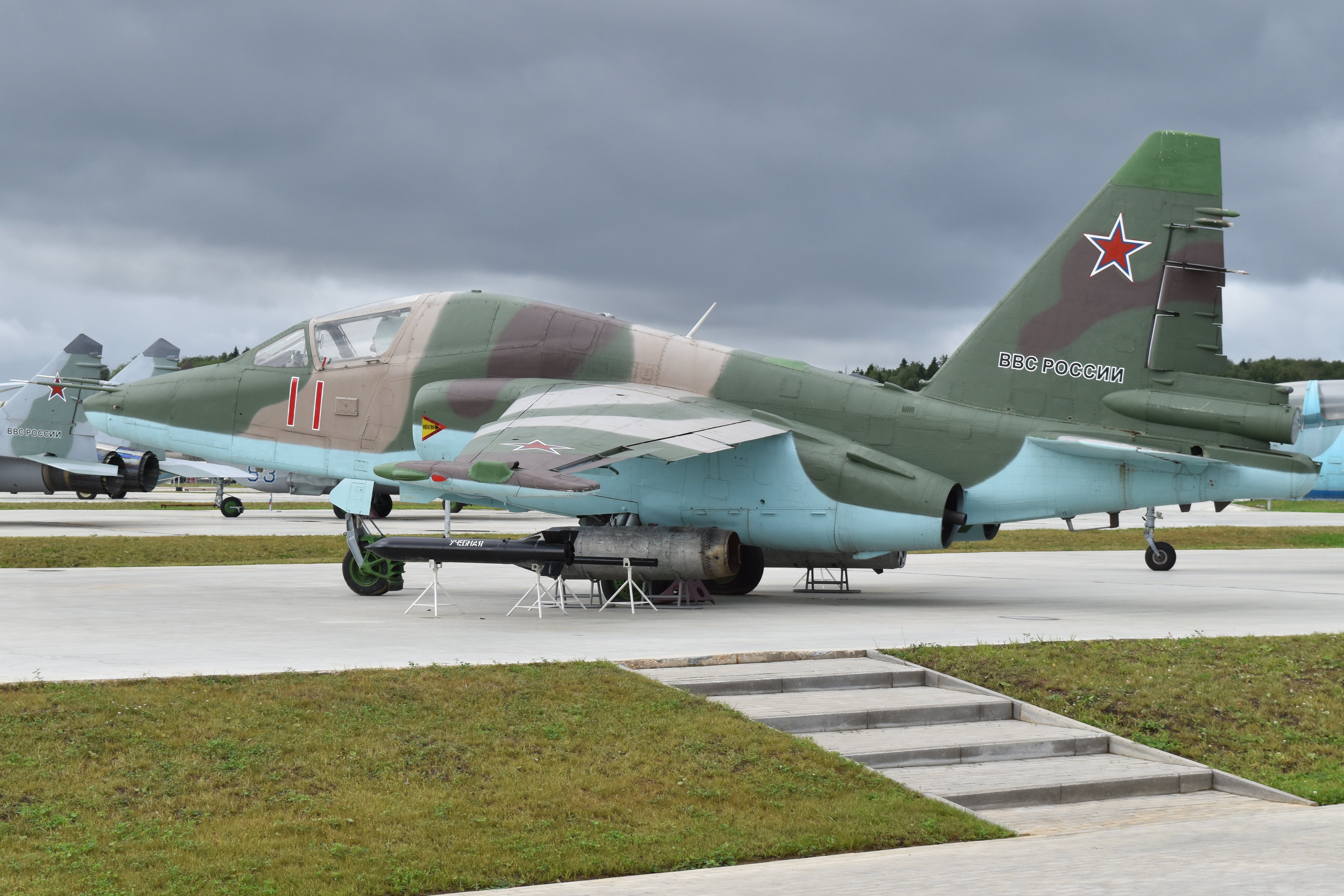
Rysk Su-25TM.